# Hisasi
Hisasi（日語：ひさし）是日本的成人漫画家、插画家。同人社团主筆。目前住在大阪府。

## 作品列表

### 成人漫画
- 《情色的啟動開關（ポルノスイッチ）》：2012年11月，Wani Magazine社 ISBN 978-4862692238
- 《小惡魔般的女友（小悪魔カノジョ）》：2013年1月，KILL TIME COMMUNICATION ISBN 978-4799203620
- 《少女的棘刺（少女のトゲ）》：2013年12月，Wani Magazine社 ISBN 978-4862692849

### 小說插画
- 英知學園的UNDER HEART（2013年，著：根岸和哉 / 富士見Fantasia文庫）
  1. 2013年2月 ISBN 978-4829138618
  2. 2013年5月 ISBN 978-4829138960
- 線上遊戲的老婆不可能是女生？（著：聽貓芝居 / 電擊文庫）
  1. 2013年7月 ISBN 978-4-04-891799-5
  2. 2013年10月 ISBN 978-4-04-866030-3
  3. 2014年2月 ISBN 978-4-04-866332-8
  4. 2014年5月 ISBN 978-4-04-866572-8
  5. 2014年8月 ISBN 978-4-04-866780-7
  6. 2014年12月 ISBN 978-4-04-869090-4
  7. 2015年4月 ISBN 978-4-04-865065-6
  8. 2015年8月 ISBN 978-4-04-865340-4
  9. 2015年12月 ISBN 978-4-04-865587-3
  10. 2016年4月 ISBN 978-4-04-865914-7
  11. 2016年6月 ISBN 978-4-04-865956-7
- 魔装学園H×H（著：久慈政宗 / 角川Sneaker文库）
  1. 2014年1月 ISBN 978-4041012000
  2. 2014年5月 ISBN 978-4041015261
  3. 2014年9月 ISBN 978-4041020111
  4. 2015年1月 ISBN 978-4041024423
  5. 2015年5月 ISBN 978-4041028971
  6. 2015年9月 ISBN 978-4041028988
  7. 2016年2月 ISBN 978-4041037522
  8. 2016年7月 ISBN 978-4041037539
- 懶洋洋寢貓的怠惰偵探帖（著：舞阪洸 / 法米通文庫）
  1. 2014年2月 ISBN 978-4047294608
  2. 2014年7月 ISBN 978-4047297814

### 成人遊戲
- （2013年・2016年）（Candysoft（日语：きゃんでぃそふと）、2014年）

### 成人動畫
- （2013年・2016年）

### 電視動畫
- 史上最強弟子兼一 闇黑襲擊（第四話End Card）
- 黑色子彈（第五話End Card）
- 灰色的果實（第三話End Card）
- 请问您今天要来点兔子吗？（BS11重播第11話End Card）
- 舞武器·舞亂伎（第六話End Card）
- sin 七大罪（第六話End Card）
- 辣妹與我的第一次（第七話End Card）
- 我喜歡的妹妹不是妹妹（第七話End Card）

## 畫冊
《H girls》預定2018年12月27日發售。

### 其他
- Irodori Midori